# Sarah Ochigbo
Sarah Ochigbo (* 5. November 2002) ist eine nigerianische Hürdenläuferin, die sich auf die 400-Meter-Distanz spezialisiert hat.

## Sportliche Laufbahn
Erste internationale Erfahrungen sammelte Sarah Ochigbo im Jahr 2018, als sie bei den Jugend-Afrikaspielen in Algier in 63,23 s die Bronzemedaille im 400-Meter-Hürdenlauf gewann. Im Jahr darauf siegte sie in 63,13 s bei den Jugendafrikameisterschaften in Abidjan und 2022 schied sie bei den Afrikameisterschaften in Port Louis mit 59,77 s in der Vorrunde aus. Anschließend gelangte sie bei den Islamic Solidarity Games in Konya mit 60,15 s auf Rang vier.
2022 wurde Ochigbo nigerianische Meisterin im 400-Meter-Hürdenlauf.

## Bestleistungen
- 400 Meter: 55,48 s, 29. Mai 2021 in Kaduna
- 400 m Hürden: 58,38 s, 26. Juni 2022 in Benin City